# 352. učni bataljon pehote Slovenske vojske
352. učni bataljon pehote Slovenske vojske (kratica: 352. UBP) je bivša šolska formacija Slovenske vojske; bataljon je bil nameščen v Vojašnici 26. oktober Vrhnika.

## Poveljstvo
Poveljniki
- podpolkovnik Janko Deželak (2002)
- podpolkovnik Marko Preložnik (2001)